# Danièle Giazzi
Danièle Giazzi, née Danièle Folian, le 3 septembre 1955 à Lausanne (Suisse), divorcée de Joël Giazzi, est une femme d'affaires et femme politique française.
Cadre dirigeant au cabinet Fidal responsable du développement et la stratégie des entreprises, elle est conseillère de Paris, où elle est vice-présidente du groupe UMP (2001-2014), et conseillère régionale d'Île-de-France de 2010 à 2015 puis à nouveau de 2017 à 2021.
Adjointe au maire de Paris Jean Tiberi de 1995 à 2001, elle est maire du 16e arrondissement de Paris de 2017 à 2020.

## Biographie

### Carrière professionnelle
Docteur en pharmacie, elle exerce différentes fonctions à la direction générale d'entreprises avant de se consacrer, pendant plus de dix ans, au conseil en stratégie comme directrice puis associée chez PricewaterhouseCoopers.
En 2010, elle rejoint Henri Proglio, nommé à la tête d'EDF, auprès duquel elle exerce les fonctions de conseillère à la direction de la stratégie et des relations internationales.
En 2012, elle devient cadre dirigeant au cabinet Fidal pour le développement et la stratégie des entreprises,.

### Parcours politique
Élue conseillère municipale du 16e arrondissement à partir de 1983 puis au Conseil de Paris à partir de 1989, elle est adjointe au maire de Paris Jean Tiberi de 1995 à 2001. Elle est première adjointe au maire du 16e arrondissement à partir de 1989 (Pierre-Christian Taittinger puis, à partir de 2008, Claude Goasguen) et vice-présidente du groupe UMP au Conseil de Paris à partir de 2002. Élue conseillère régionale d'Île-de-France de 2010 à 2015, elle l'est à nouveau à partir de 2017 à la suite de la démission des conseillers régionaux élus parlementaires en accord avec la loi sur le non-cumul des mandats. Elle est la suppléante du député de la 14e circonscription, également Claude Goasguen, entre 1997 et 2017.
Déléguée nationale, puis secrétaire nationale du RPR à partir de 1983, elle est conseillère exécutive du président de l'UMP, Nicolas Sarkozy, de 2005 à 2007, puis secrétaire nationale de l'UMP, chargée de la politique industrielle et de l'attractivité. À l'occasion du congrès de l'Union pour un mouvement populaire de 2012, elle soutient la candidature de François Fillon, alors que Claude Goasguen appuie celle de Jean-François Copé. En janvier 2013, à la suite de l’accord entre Jean-François Copé et François Fillon qui a suivi la crise politique du congrès de novembre 2012, elle est nommée — avec le copéiste Sébastien Huyghe — déléguée générale aux fédérations professionnelles.
En 2008, Nicolas Sarkozy lui confie la conduite d'un rapport relatif aux bouleversements qu'entraîne la révolution numérique pour les entreprises traditionnelles de médias. En septembre 2008, elle publie à la documentation Les médias et le numérique, qui présente, autour de huit objectifs, 34 recommandations.
Le 11 juillet 2017, après la démission de Claude Goasguen, elle est élue maire du 16e arrondissement de Paris par le conseil municipal au premier tour.
En vue des élections municipales de 2020, elle présente dans le 16e arrondissement une liste dissidente à celle investie par LR. Celle-ci obtient 3,28 % des suffrages exprimés au premier tour. Elle n'est donc pas réélue au conseil municipal du 16e arrondissement ni au Conseil de Paris. Francis Szpiner lui succède à la fonction de maire.

## Décorations
- Chevalier de la Légion d'honneur (2003)
- Officier de l'ordre national du Mérite (2010)[1]
- Chevalier des Palmes académiques (2001)